# Groton (Nuevo Hampshire)
Groton es un pueblo ubicado en el condado de Grafton, en el estado estadounidense de Nuevo Hampshire. Según el censo de 2020, tiene una población de 569 habitantes.

## Geografía
Groton se encuentra ubicado en las coordenadas 43°43′36″N 71°52′10″O / 43.72667, -71.86944. Según la Oficina del Censo de los Estados Unidos, Groton tiene una superficie total de 105.4 km², correspondientes en su totalidad a tierra firme.

## Demografía
Según el censo de 2010, había 593 personas residiendo en Groton. La densidad de población era de 5,59 hab./km². De los 593 habitantes, Groton estaba compuesto por el 95.28% blancos, el 0.17% eran afroamericanos, el 0.67% eran amerindios, el 1.52% eran asiáticos, el 0% eran isleños del Pacífico, el 0.51% eran de otras razas y el 1.85% pertenecían a dos o más razas. Del total de la población el 0.51% eran hispanos o latinos de cualquier raza.